# Candela (illuminazione)

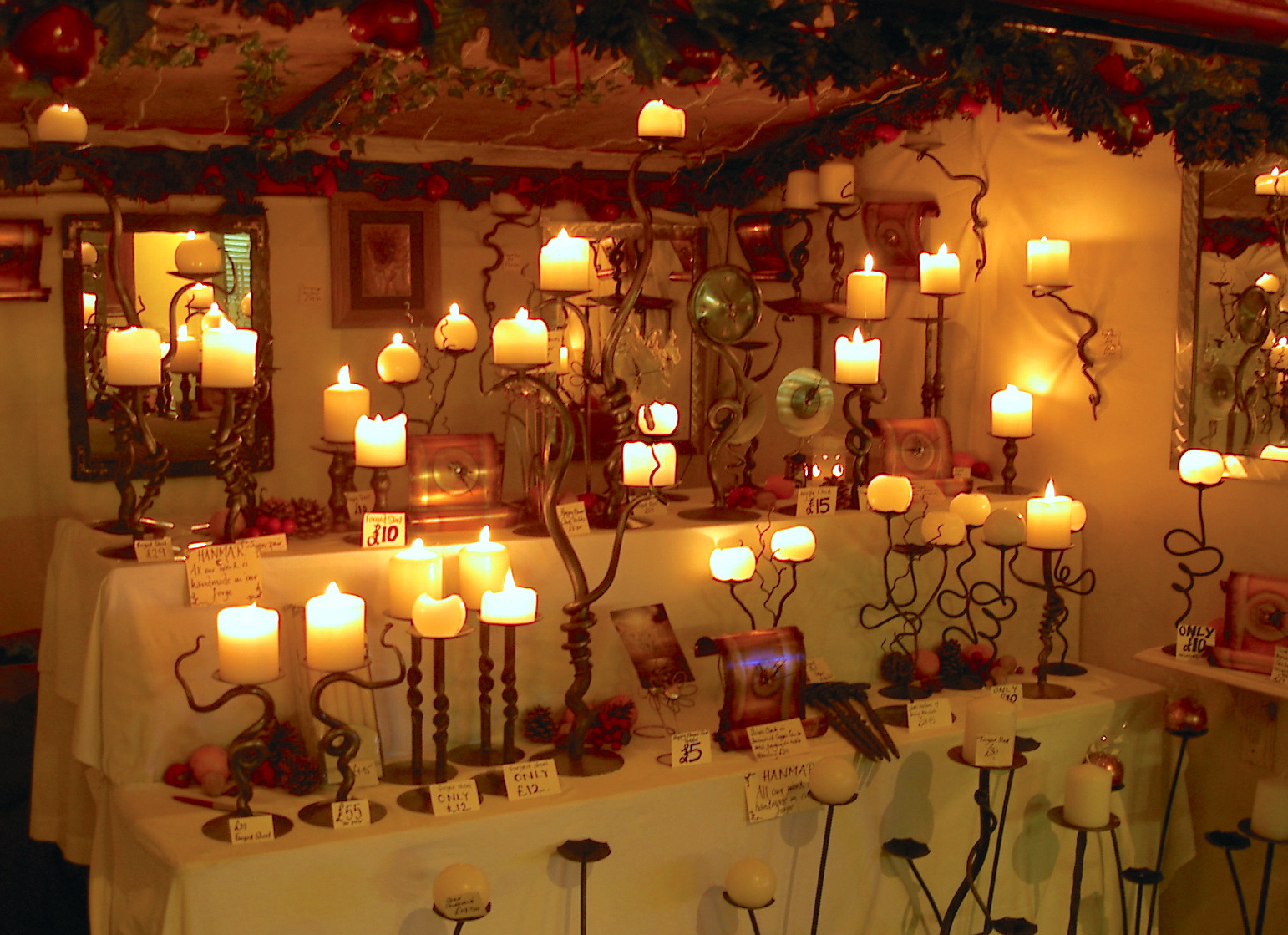
Candele di varie forme, colori e dimensioni

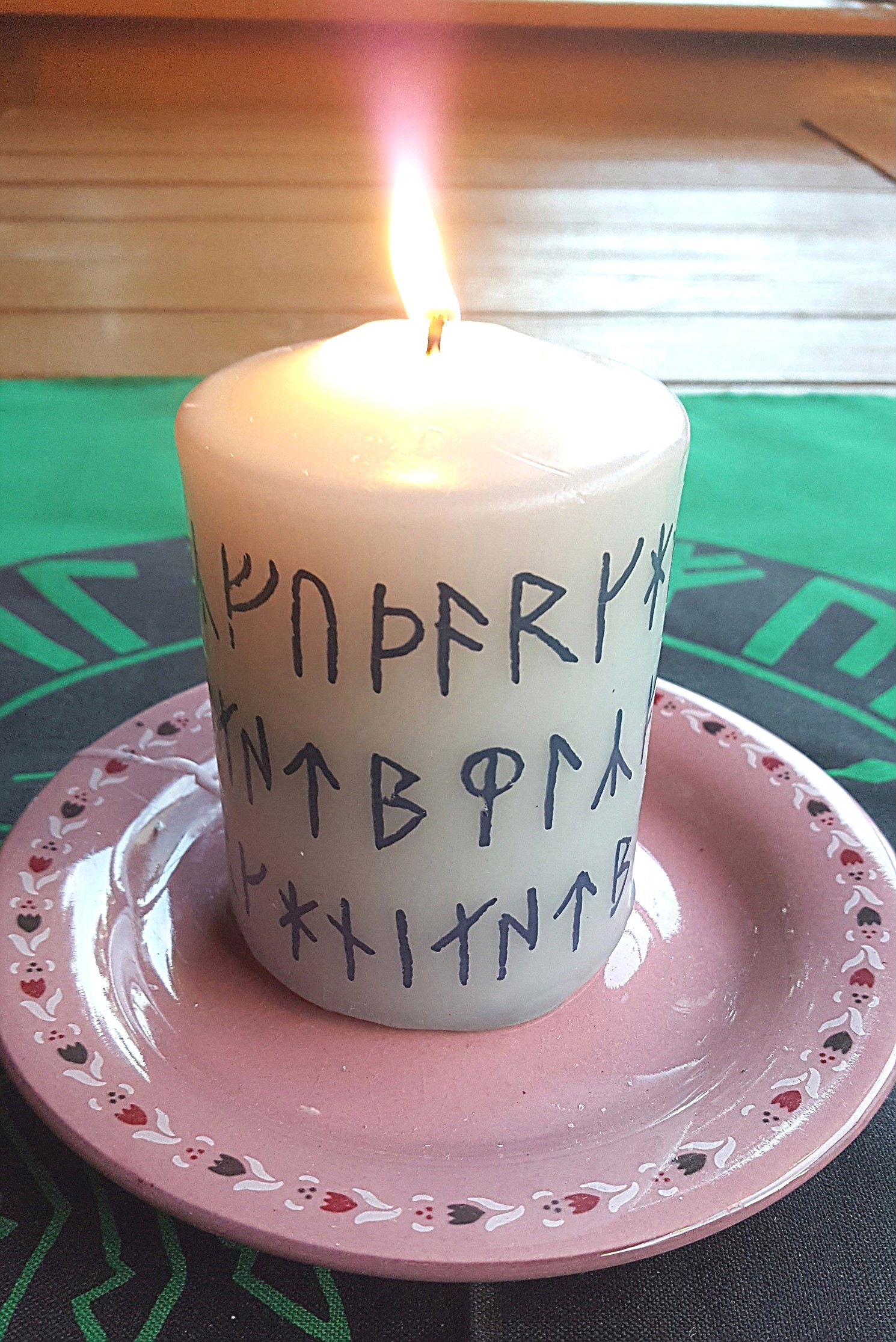
Candela con rune

La candela è uno strumento di illuminazione tipicamente costituito da uno stoppino immerso in una colonna di combustibile solido, in genere un qualche tipo di materiale ceroso.

## Storia

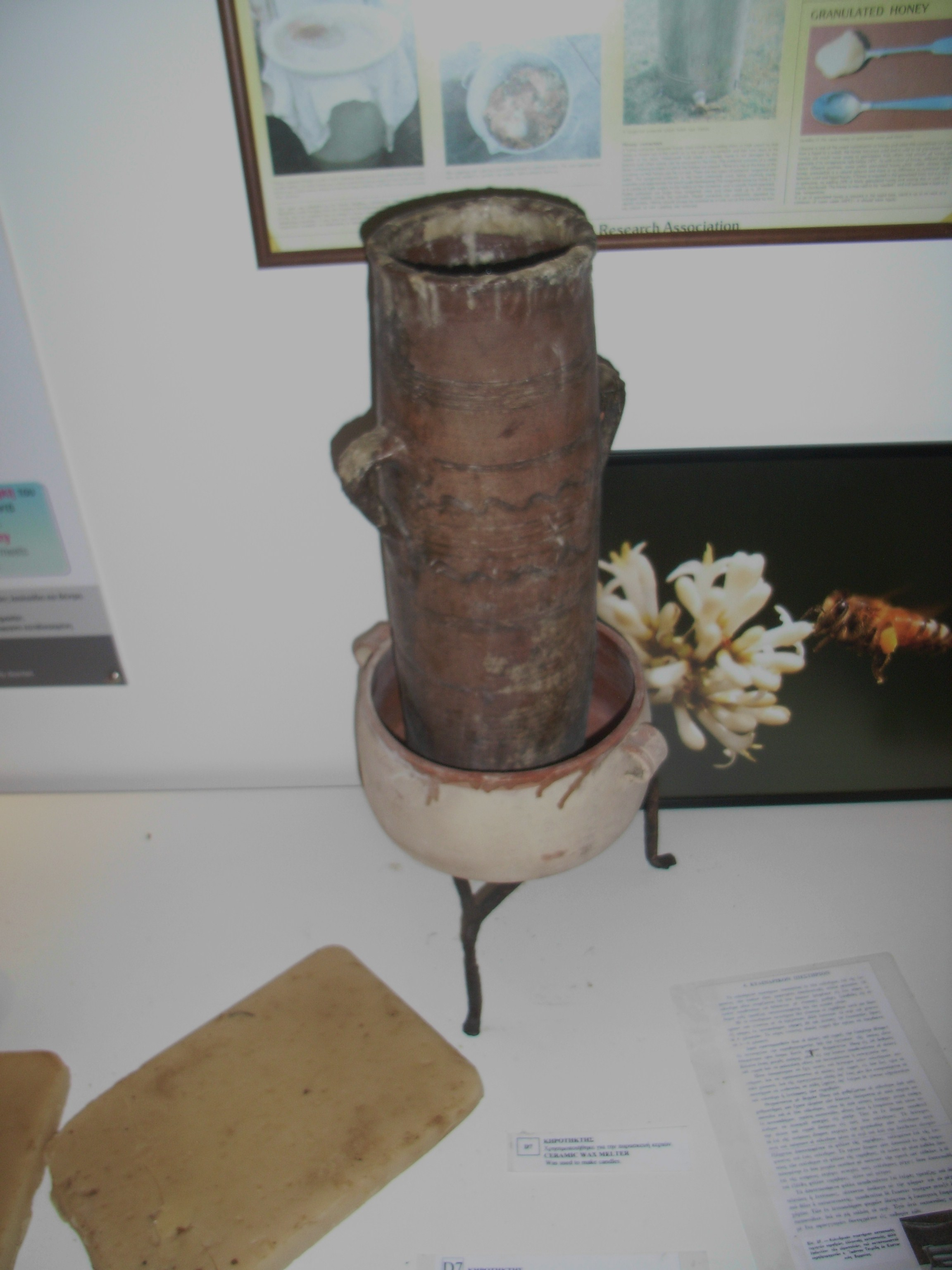
Antico fonditore per la produzione di candele in cera d'api

Già gli antichi Romani usavano delle candele rudimentali, costruite inizialmente da cordoni di canapa immersi nella pece o nella cera animale.
Le prime prove storiche dell'uso delle candele vere e proprie risalgono all'VIII secolo.
Fino al 1850 per la realizzazione delle candele si utilizzavano la cera d'api o grasso animale (sego). Successivamente vengono utilizzati anche gli spermaceti di balena, la paraffina e la stearina.
Prima della diffusione dell'elettricità, le candele erano una comune fonte di illuminazione, a fianco della lampada a olio. Grazie alla disponibilità locale e al costo dei materiali, per molti secoli, fino al diciannovesimo, le candele furono più comuni nel Nord Europa, mentre le lampade a olio erano più diffuse nell'Europa mediterranea.

## Composizione
Il materiale che costituisce la candela è una miscela solida contenente un materiale di base e additivi. I materiali di base includono: paraffina, cera d'api (un sottoprodotto della raccolta del miele), stearina, gel (una miscela di resina e oli minerali), alcune cere vegetali (in genere di palma, di soia o cera carnauba) oppure, più raramente, di sego (un sottoprodotto della lavorazione dei grassi animali). Gli additivi comprendono: cera microcristallina, cere dure, opacizzanti, coloranti, polietilene, resine e profumi.
La paraffina raffinata (un sottoprodotto della raffinazione del petrolio, costituita da una miscela di normal-paraffine, isoparaffine e cicloparaffine) è il materiale di base più utilizzato. La presenza di stearina, di origine animale o vegetale, aumenta il punto di fusione ma soprattutto rende più rigido il materiale. La stearina inoltre viene utilizzata come additivo opacizzante in modo da rendere la candela più bianca e opaca.
Lo stoppino delle candele è invece costituito da cotone intrecciato al quale vengono aggiunti sali di ammonio, cloruro di potassio, nitruro di potassio, borace e acido borico. Tali sostanze vengono aggiunte per ottimizzare la combustione della candela favorendo il trasporto di ossigeno.

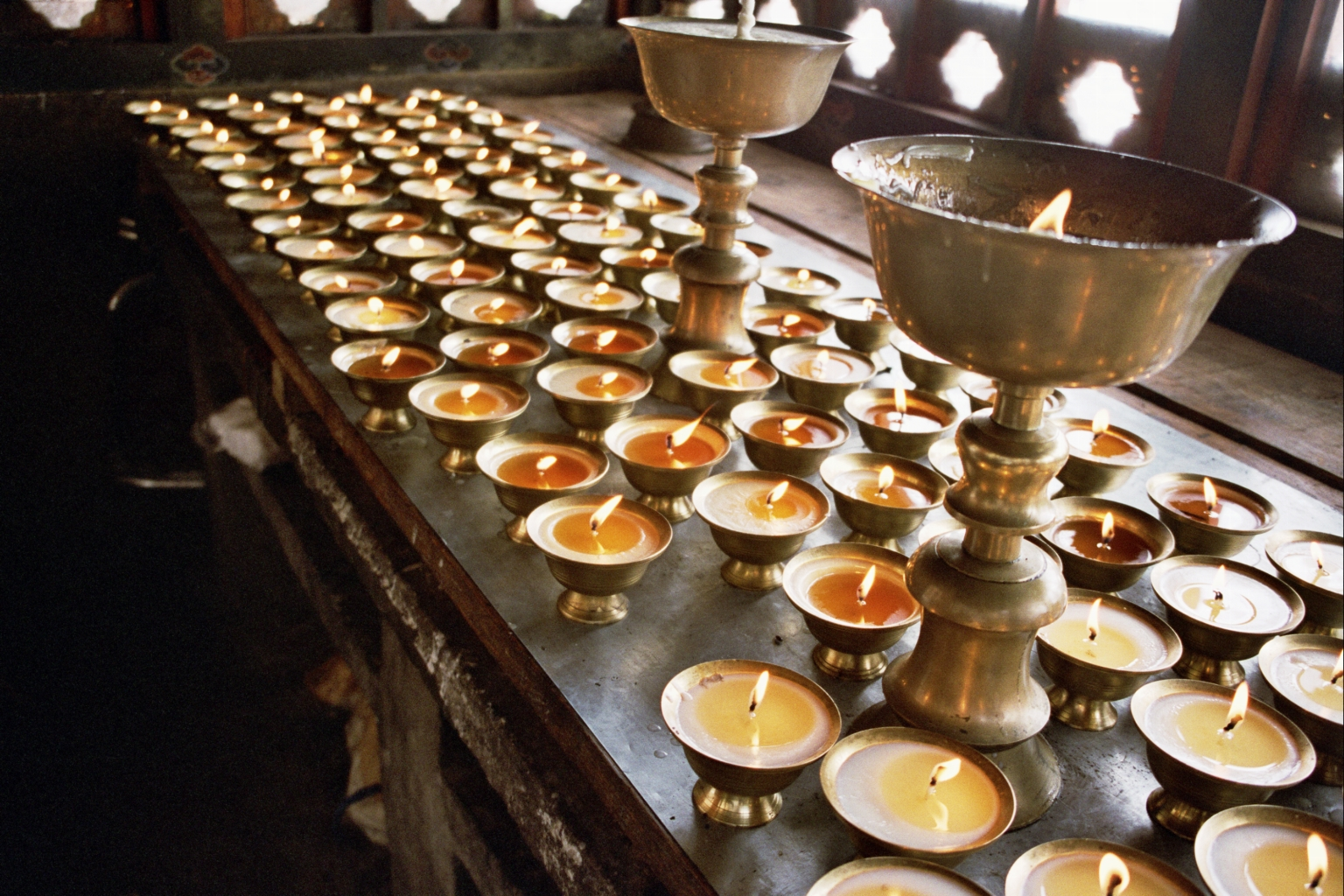
Candele di burro
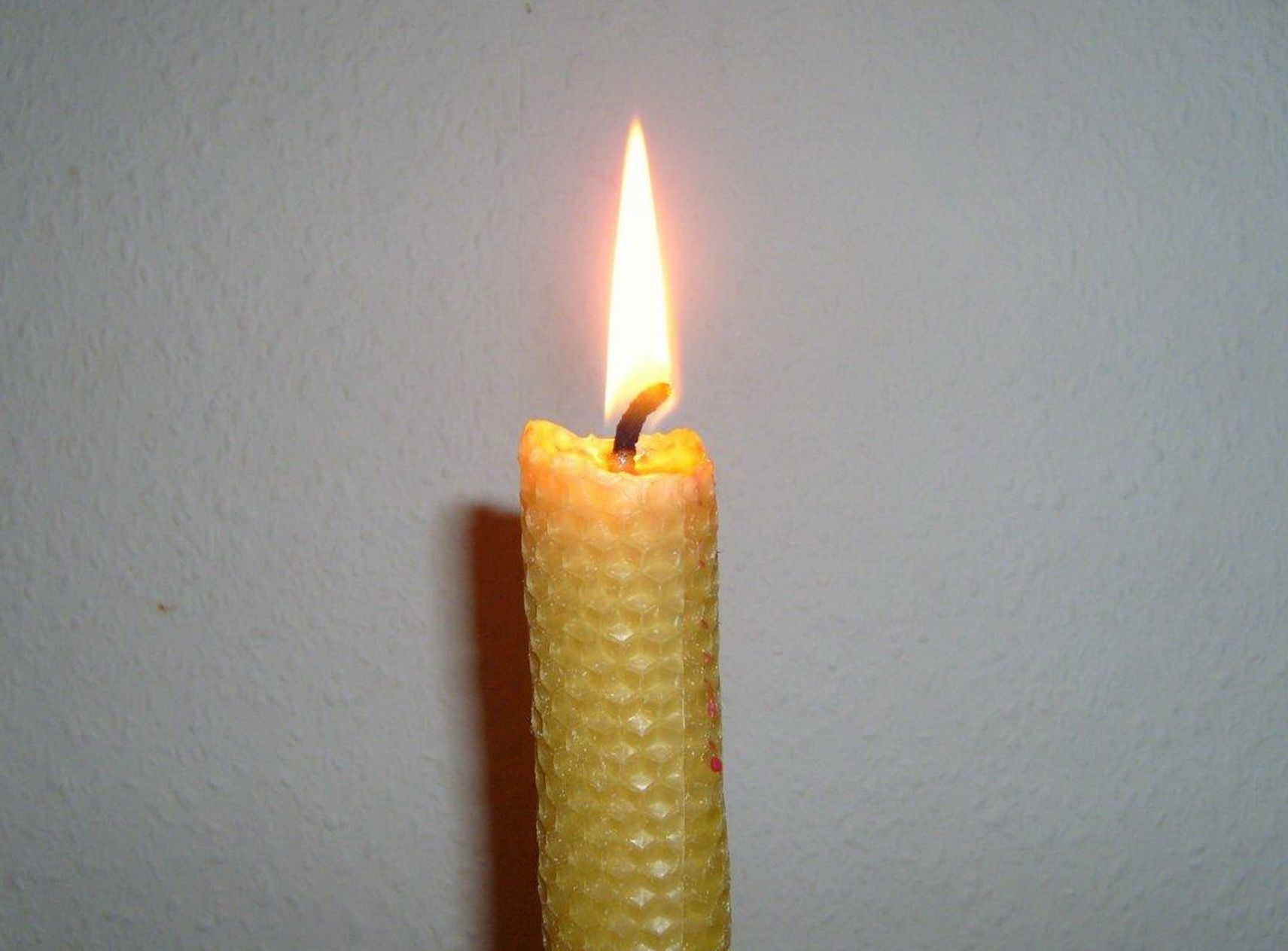
Candela in cera d'api

## Funzionamento

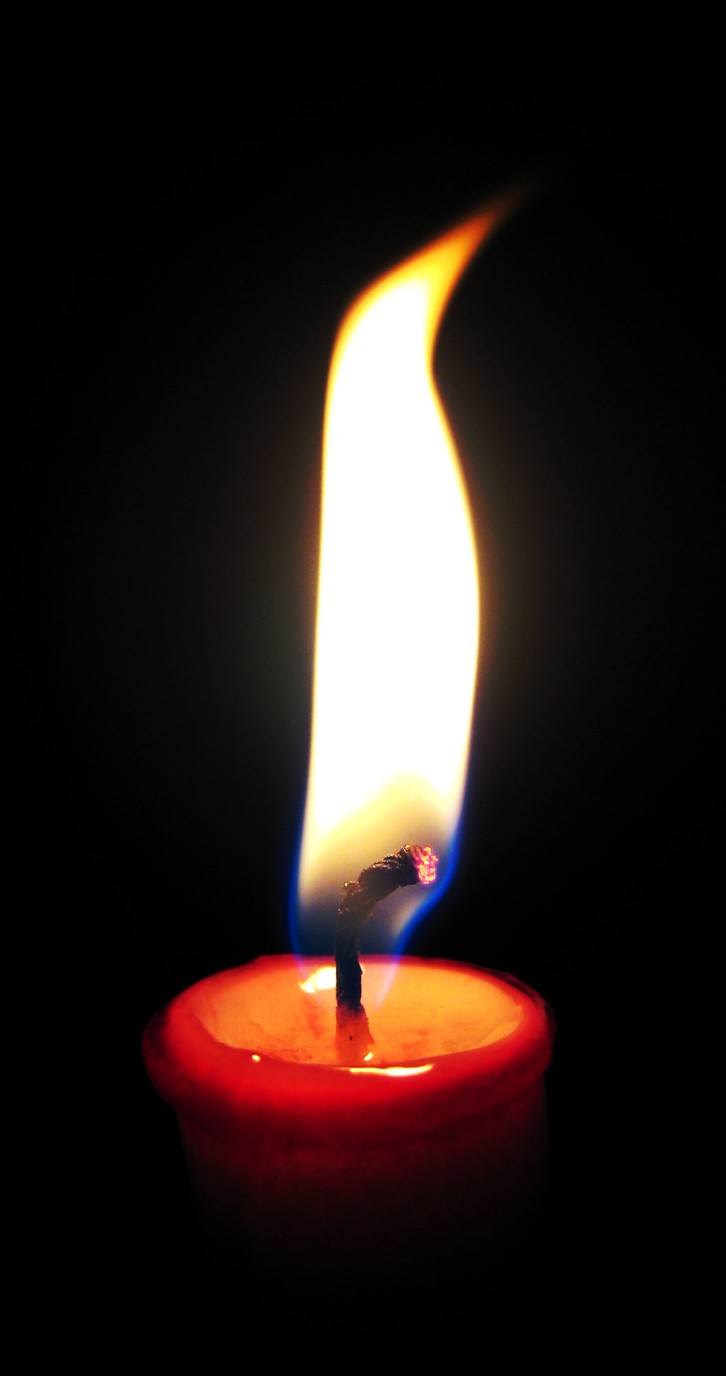
Un'immagine ravvicinata di una candela, che mostra lo stoppino e le varie regioni della fiamma. Si noti lo stoppino troncato che viene consumato nell'estremità in basso a destra della fiamma

La cera che è sullo stoppino vaporizza per il calore della fiamma. Una volta allo stato gassoso, essa si combina con l'ossigeno dell'atmosfera formando la fiamma. Questa fiamma produce calore sufficiente a mantenere accesa la candela tramite la seguente catena di eventi: il calore della fiamma fonde la parte superiore della massa di combustibile, che sale lungo lo stoppino per capillarità, e infine il combustibile liquefatto viene vaporizzato e brucia all'interno della fiamma.
La cera posta sul bordo della candela è raffreddata dalla corrente ascensionale dell'aria richiamata dalla fiamma, in questo modo si forma uno scodellino di cera liquida contornato da una sottile parete di cera solida. Nel caso di candele dentro un contenitore (tealight, lumini votivi, bicchieri) non si forma uno scodellino di cera liquida ma si liquefà un intero strato di cera (anche 2/3 cm) quindi in questo tipo di candele è presente un bottone metallico al fondo dello stoppino per evitare che lo stoppino stesso cada una volta che la liquefazione della cera giunga al fondo del contenitore, inoltre lo stoppino viene rivestito con cera dal punto di fusione più elevato, per evitare che a contatto con la massa di cera fusa collassi e spenga la fiamma.
La combustione avviene in varie regioni (come si evince dai diversi colori visibili all'interno della fiamma). Nelle regioni blu, che sono quelle più calde, l'idrogeno si separa dal combustibile e brucia producendo vapore acqueo. La parte gialla, più luminosa è costituita dalle rimanenti particelle di carbonio che si ossidano formando anidride carbonica.
Via via che la massa di combustibile fonde e si consuma, la candela si accorcia. Lo stoppino è studiato perché si pieghi nella fiamma toccandone la superficie a metà altezza dove la fiamma è più calda e dove il cotone può bruciare senza lasciare residui.

## Tipi di candele
Le candele vengono prodotte in varie forme, colori e dimensioni.
- Lumino, piccolo e basso, usato negli scaldavivande, nei brucia essenze, nel fojòt, nei lumi.
- Candelina da torta, da mettere sulla torta di compleanno o sull'albero di Natale, oggi in tutte le forme e colori.
- Moccolo o candelotto candela di forma tozza, non ha bisogno di un supporto per stare in piedi.
- "Fiamma" o "Padella romana", candela in contenitore bassa e larga con stoppino largo per illuminazione decorativa di giardini e strade.
- Cero, candela votiva di grosse dimensioni, vedi cero pasquale.
- Cerone, candela in contenitore trasparente per uso votivo.

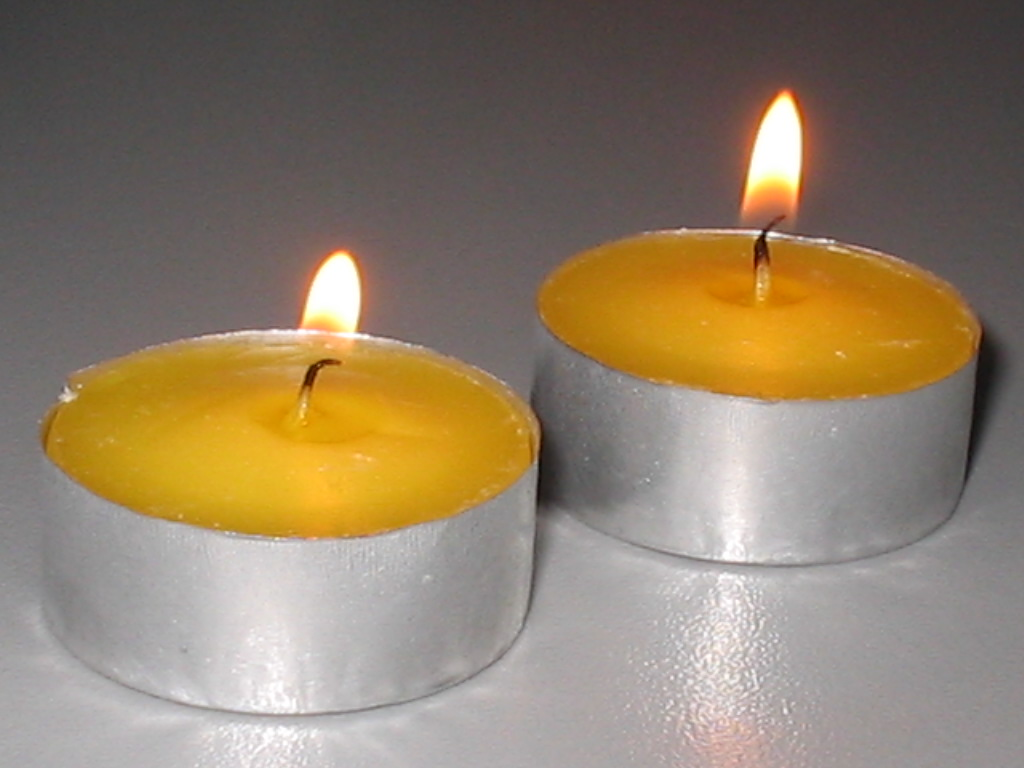
Lumini
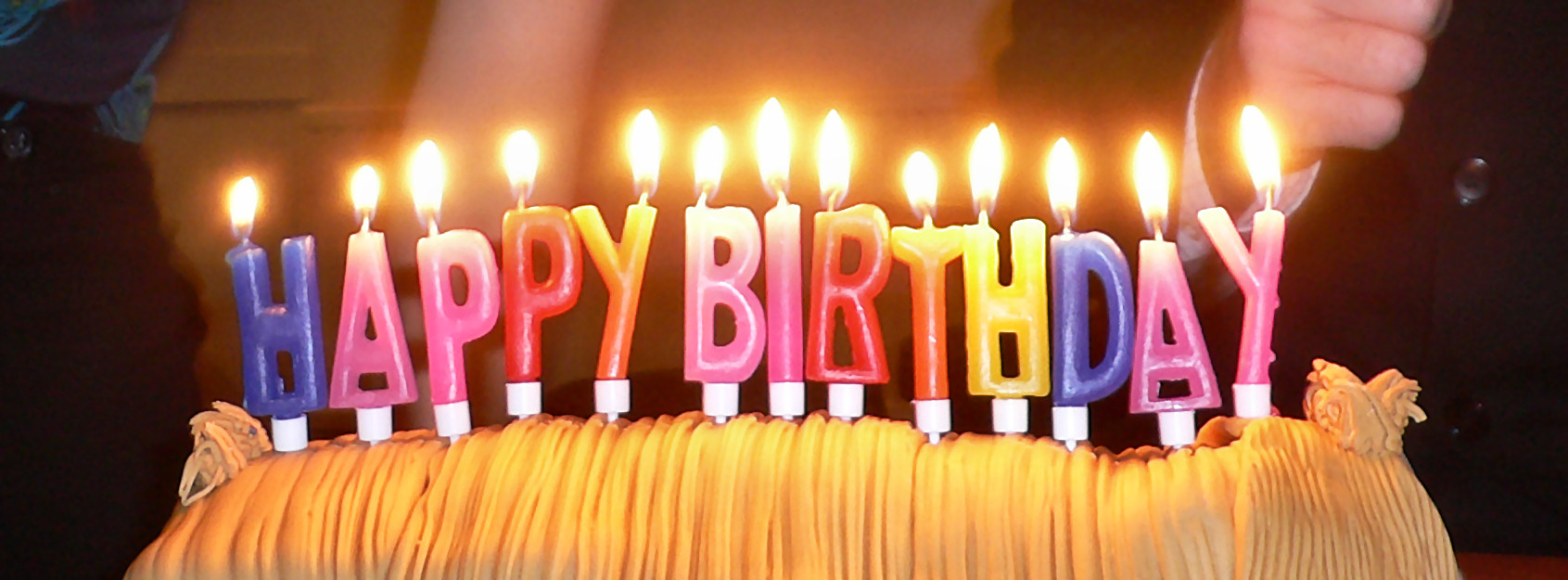
Candeline per torte di compleanno
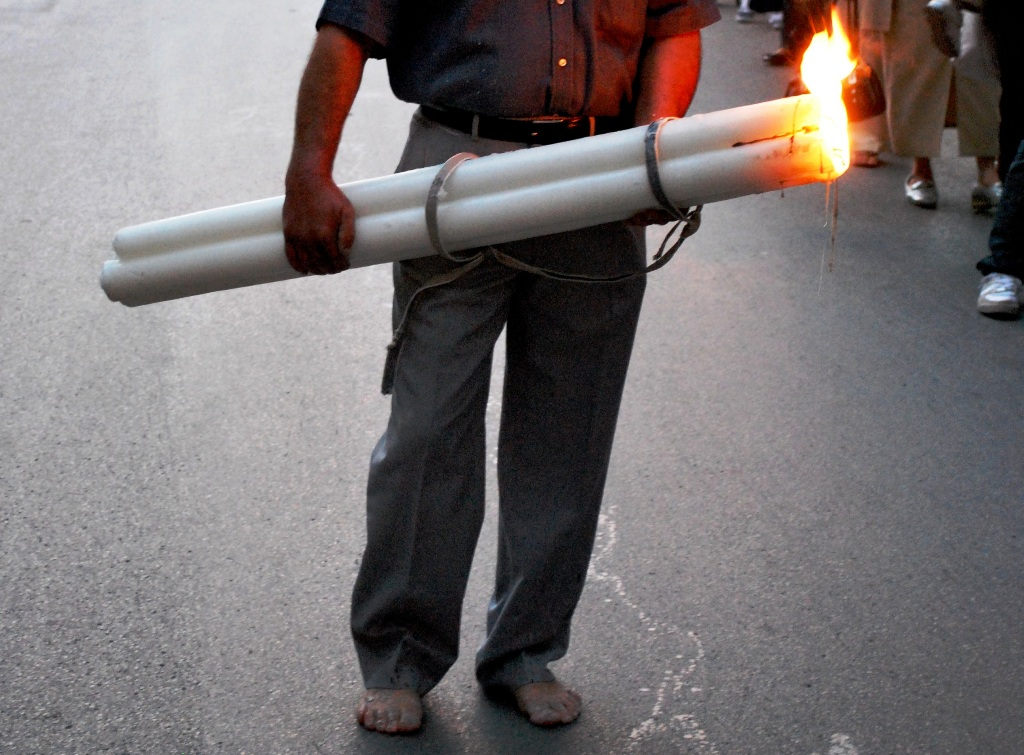
Cero durante una processione religiosa

## Proprietà delle candele
Una candela in genere produce circa 12,6 lumen di luce e 40 watt di calore, benché questi dati siano soggetti a variabilità, dovute principalmente al tipo di stoppino utilizzato. Per confronto una piccola lampadina ad incandescenza, che assorbe 40 watt di potenza elettrica, trasforma la maggior parte di questa potenza in calore (39 watt), mentre la parte rimanente viene emessa nello spettro visibile producendo 500 lumen di luce.
La candela è un'unità di misura originariamente definita in modo da corrispondere alla luminosità di una fiamma di candela.
La temperatura che può raggiungere la fiamma di una candela è di 1400 °C nel punto più caldo e di 500 °C nei punti più freddi. La parte più calda è quella alla base della fiamma, di colore blu, che ha a disposizione una maggiore quantità di ossigeno.
Spesso si crede che le candele fatte di cera d'api o di materiali vegetali a base di soia brucino in modo più pulito rispetto a quelle a base di paraffina. Tuttavia la paraffina molto pura, essendo composta principalmente di alcani, brucia in modo pressoché pulito dando luogo a vapor d'acqua e anidride carbonica.
Il tipo di stoppino e l'aggiunta di profumi e colori incidono molto più dei materiali nel determinare la quantità di polveri immessa nell'aria durante la combustione. Le candele più "pulite" saranno quindi quelle paraffiniche non profumate, non colorate, ben costruite e riparate da spostamenti d'aria.

## Fabbricazione

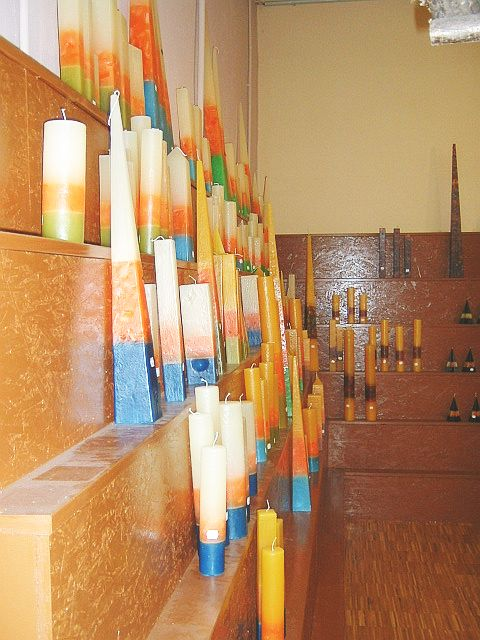
Candele fatte a mano

Le candele vengono prodotte generalmente per pressione della paraffina in polvere.
Il metodo di produzione più semplice richiede la liquefazione della cera tramite l'applicazione controllata di calore: il liquido viene poi versato in stampi di forma opportuna oppure si fa solidificare attorno allo stoppino per immersione ripetuta. Alla cera possono essere aggiunte essenze per rendere profumata la candela.
Le candele si possono anche colorare tramite l'aggiunta di coloranti o pigmenti.

## Utilizzi

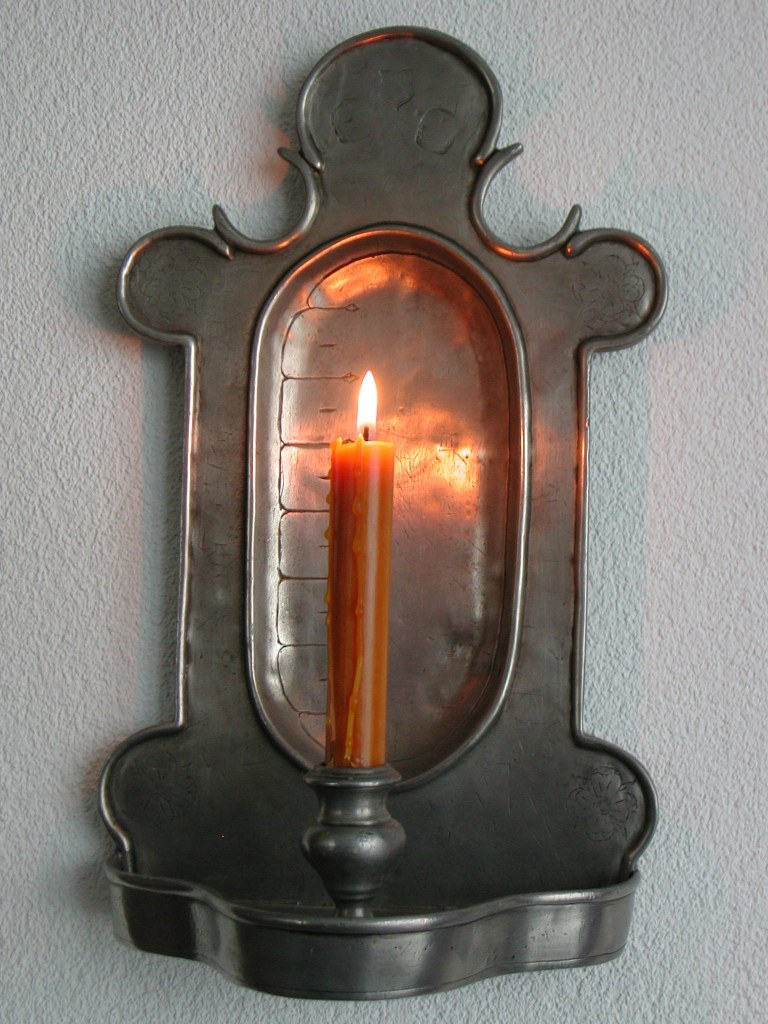
Esempio di candela per la misurazione del tempo

Le candele vengono usate in molte e diversificate occasioni:
- come sorgente di luce nelle emergenze o in luoghi isolati scarsamente frequentati;
- come candela votiva o per usi liturgici o nei cimiteri;
- come decorazione (ad esempio nelle torte di compleanno, sulla tavola, in casa ma soprattutto nei ristoranti);
- come emanatore di profumi di sostanze insettifughe;
- per illuminare giardini ed esterni in genere;
- per il riscaldamento di un ambiente.

### Misura del tempo
Poiché le candele bruciano a un ritmo abbastanza regolare e costante, in passato venivano utilizzate per misurare il tempo, benché l'accuratezza sia discutibile. Alcune candele riportano sulla cera tali misurazioni, di solito in ore.

### Nella cultura

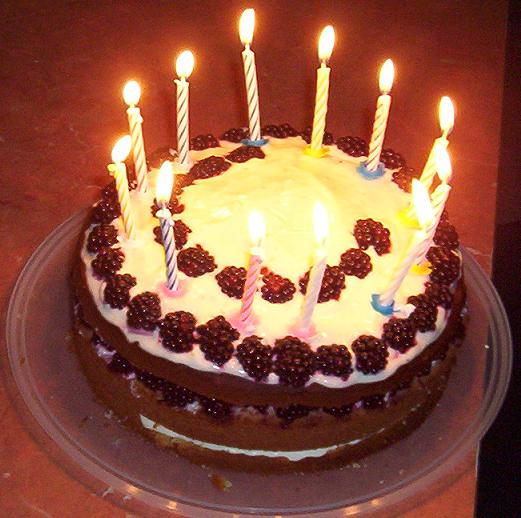
Torta di compleanno con le candele accese

Oltre alla funzione di illuminazione, le candele venivano usate nei riti religiosi o nelle cerimonie magiche, poiché, secondo Gaston Bachelard, la fiamma è simbolo della verticalità ascendente dello spirito, che consuma la materia come il fuoco si alimenta della cera.
Le candele si prestavano anche a rappresentare una sintesi dei quattro elementi della natura: il fuoco per la fiamma, la terra per lo stoppino, l'aria per il fumo, e l'acqua per la cera disciolta.
Secondo un'antica tradizione occidentale, alla nascita di un bambino veniva acceso un cero per proteggerlo dagli spiriti maligni, generalmente associati all'oscurità. Quest'usanza si sarebbe perpetuata nello spegnimento delle candele che vengono incrementate a ogni compleanno in occasione della torta da consumare nel festeggiamento.

## Pericoli
Le candele sono tra le maggiori fonti di rischio di incendio in ambiente domestico.
In passato esistevano candele che utilizzavano un'anima di piombo per tenere dritto lo stoppino, situazione questa che ha dato luogo al timore che la combustione rilasciasse vapori del metallo, pericolosi per la loro tossicità. Dagli anni 1970 queste candele sono state progressivamente ritirate dal commercio, sostituite, nei casi in cui uno stoppino rigido sia necessario, da candele con anima di zinco o di lega di zinco. La rigidità può essere altrimenti ottenuta anche impiegando carta o cotone trattati in modo opportuno per formare lo stoppino.
L'ACI (Associazione Cerai d'Italia) ha emanato un decalogo per la sicurezza.